# Phragmotheca lemniscata
Phragmotheca lemniscata är en malvaväxtart som beskrevs av J.L. Fernández-alonso. Phragmotheca lemniscata ingår i släktet Phragmotheca och familjen malvaväxter. Inga underarter finns listade i Catalogue of Life.